# Adiantopsis trifurcata
Adiantopsis trifurcata är en kantbräkenväxtart som först beskrevs av Bak., och fick sitt nu gällande namn av Link-Pérez och Leo J. Hickey. Adiantopsis trifurcata ingår i släktet Adiantopsis och familjen Pteridaceae. Inga underarter finns listade.